# 和田稲荷神社 (練馬区)
和田稲荷神社（わだいなりじんじゃ）は、東京都練馬区石神井町にある稲荷神社。登記上の宗教法人名称は稲荷神社（いなりじんじゃ）。別名伝五郎稲荷（でんごろういなり）、または和田堀稲荷（わだぼりいなり）とも呼称される。かつては周辺の和田地区の鎮守であったが、明治以降は石神井公園南側に隣接する石神井氷川神社に合祀されている。

## 祭神
- 宇迦之御魂大神

## 由緒
複数の旧資料中に記述はあるものの、明確な創建年代については不詳である。境内の石碑（1932年建立）の背面には 「三百餘年の昔 京都伏見乃里より（渡邊）傳五郎翁の遷し祀りしと云ふ」と刻記され、「伝五郎稲荷」はこの人物の名に由来する。

## 境内

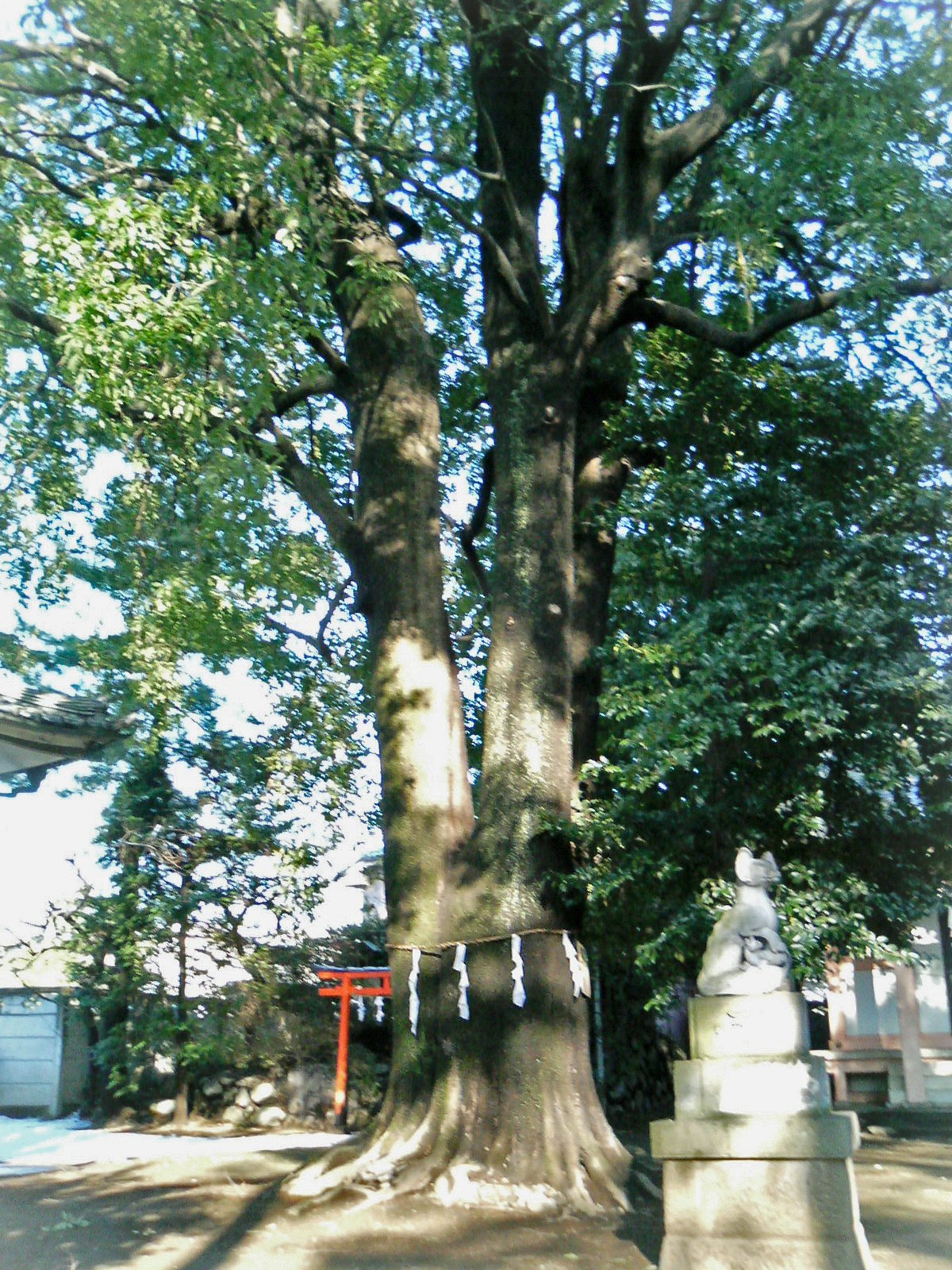
御神木のシラカシ

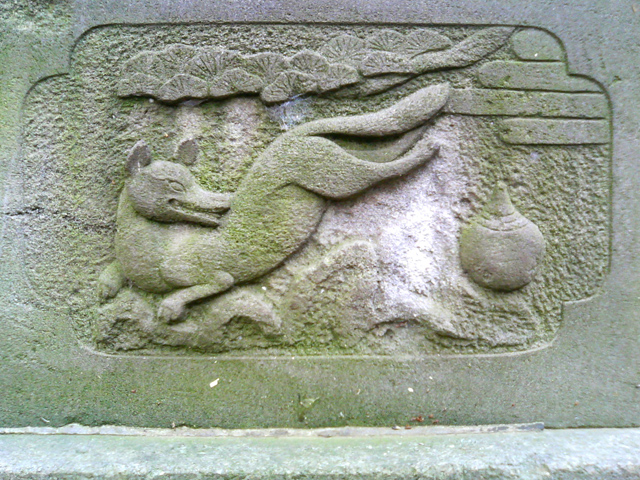
狐像の台石のレリーフ彫刻

和田稲荷神社は南向の小坂路上に西向に在り、昼間は鳥居前のスライド式ゲートが人幅程度開かれる。入口付近に「立入禁止区域」の標識と、「鳥獣保護区」の看板が立っている。敷地はそれほど広くはないが常に竹箒で掃いた跡があるなど手入れの行き届いている様子が覗える。 社前の坂路では今日でも歩行者が時おり鳥居付近で一礼してから通過する姿が見受けられ、参拝客で混雑することなどは無く、木々に覆われた閑静な神社境内となっている。
- 入口の鳥居は台輪鳥居と呼ばれる形式で、この形で現存するものは比較的数が少ない（練馬区内では3基のみ）。
- 敷地内のほぼ中央に立つ御神木の白樫（シラカシ）は、高さ18m･幹の太さ3.8mで 樹種別では練馬区内最大のシラカシとされる[1]。
- 1900年（明治33年）に奉納された神使の狐像と 火焔宝珠紋の手水舎がある。現在はこの手水舎に水は無い。
- また境内社として、本殿の左手奥北側の塚に朱い鳥居があり荷田春満を祀ったとされる「荷田神社」がある。

このほかに境内には入口付近に先端の尖った百度石や「大東亜戦争戦没者慰霊碑」、「御遷宮記念碑」など複数の巨石碑が建立されている。 

## 交通アクセス
- 西武池袋線 石神井公園駅南口より徒歩5分

「南田中団地公園前」信号交差点 坂上

### 周辺
近年、（2009年～2011年）石神井公園駅の高架化工事と共に、駅東側の旧踏切から当神社付近までを通る道路が拡張整備されているため、周辺は道幅が広がりやや交通量が増加している。
- 南田中団地
- 和田堀緑地・和田堀緑道
- 石神井川
- 練馬区立南田中図書館

## 脚註
1. ↑  （現地に同内容の解説プレート有） ねりまの名木百選 南西地区（練馬区公式ホームページ） より
2. ↑  石神井公園駅南口地区まちづくり計画内、「補助132号線」とよばれる道路。